# Old Parliament House

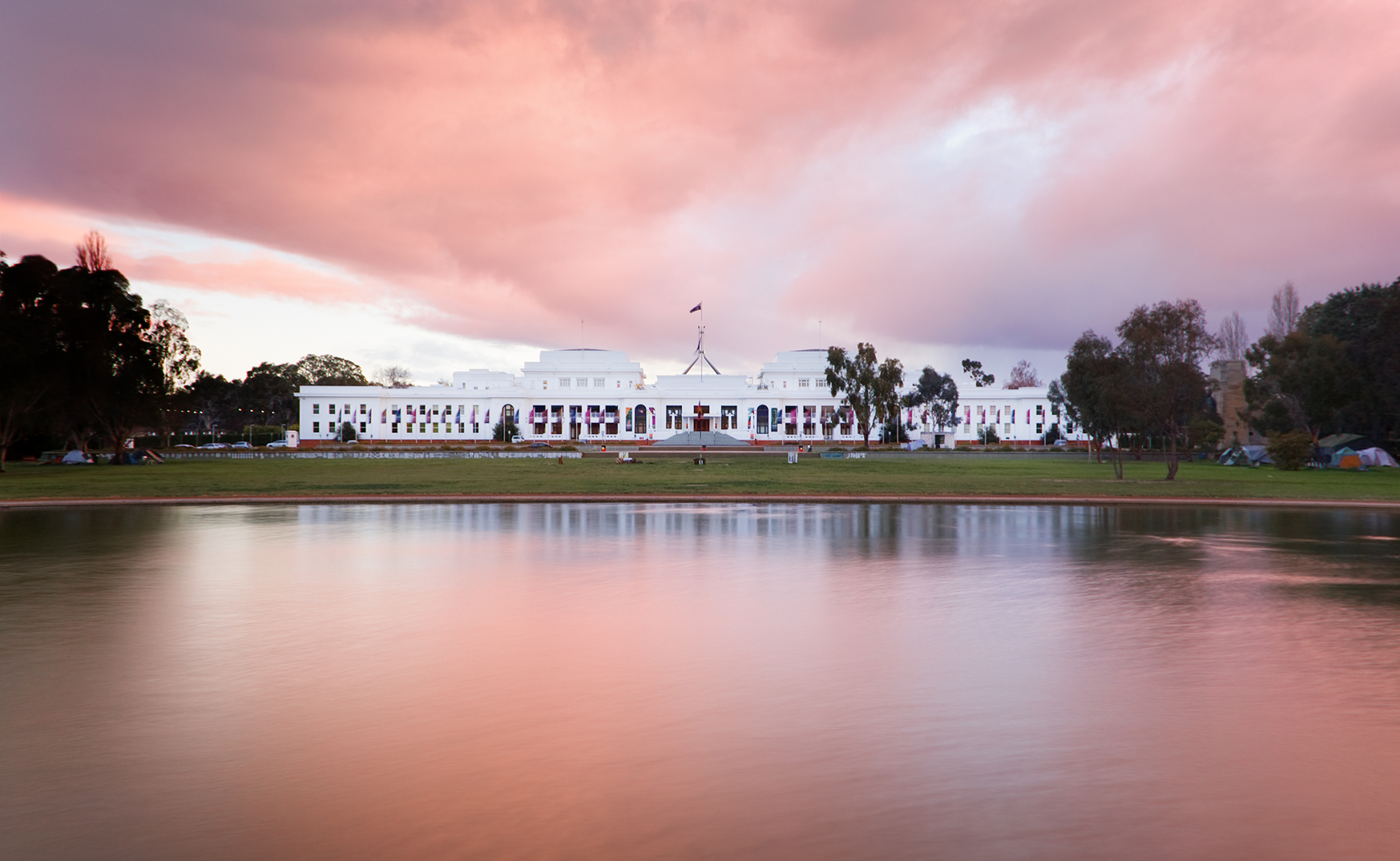
Old Parliament House, vorne der Lake Burley Griffin

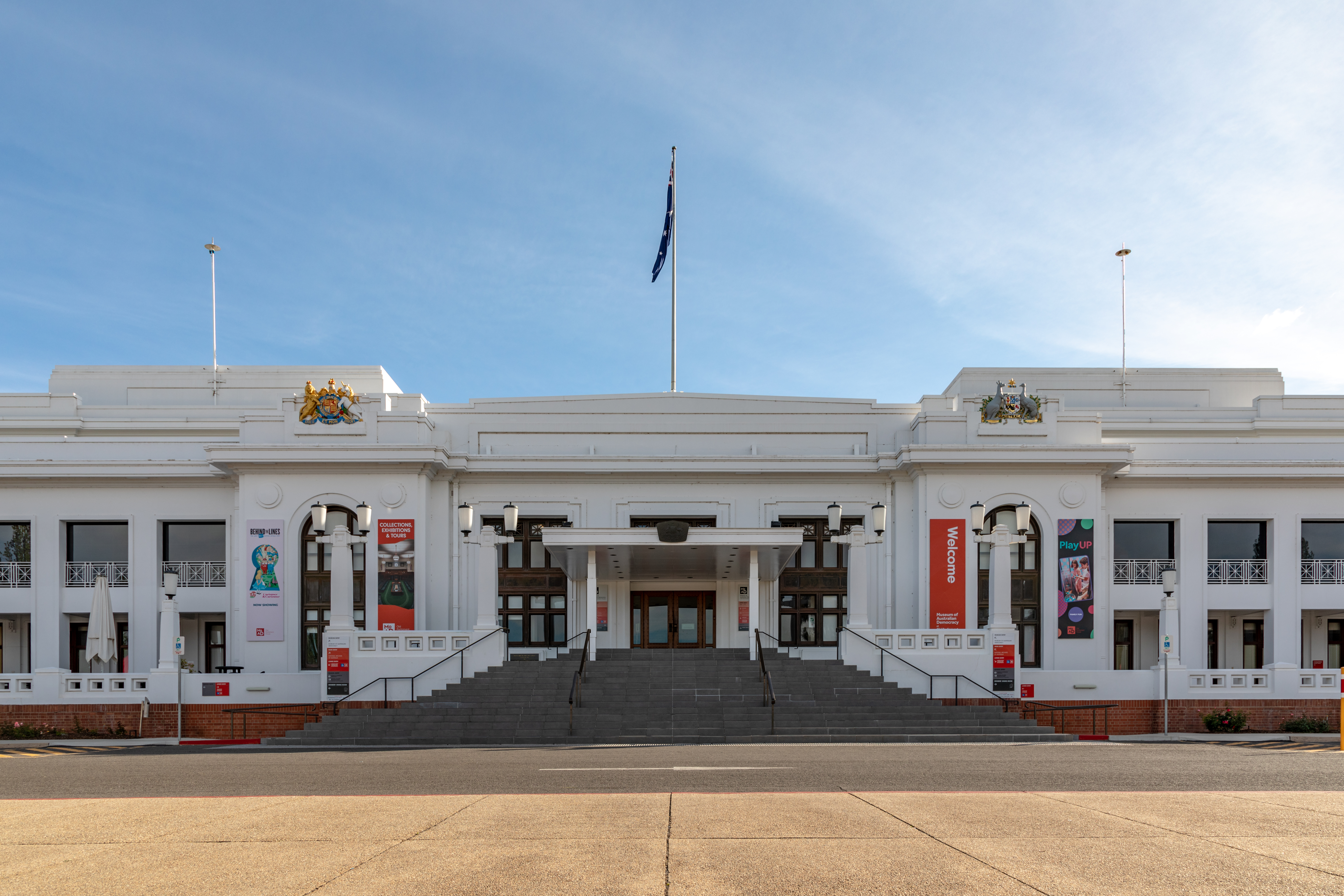
Haupteingang

Das Old Parliament House (deutsch „Altes Parlamentsgebäude“; früher als Provisional Parliament House bezeichnet) ist der ehemalige Sitz der Legislative Australiens in der Hauptstadt Canberra. In ihm fanden ab 1927 die Sitzungen des Senats und des Repräsentantenhauses statt, bis diese 1988 in das neue Parlamentsgebäude, das Parliament House, umzogen. Das neoklassizistische Bauwerk steht am Fuße des Capital Hill innerhalb des Parliamentary Triangle und ist seit 2009 der Standort des australischen Demokratiemuseums (Museum of Australian Democracy). Auf der Grünfläche vor dem Haus steht seit 1972 die Aboriginal Tent Embassy, die inoffizielle „Zelt-Botschaft“ der Aborigines.

## Geschichte

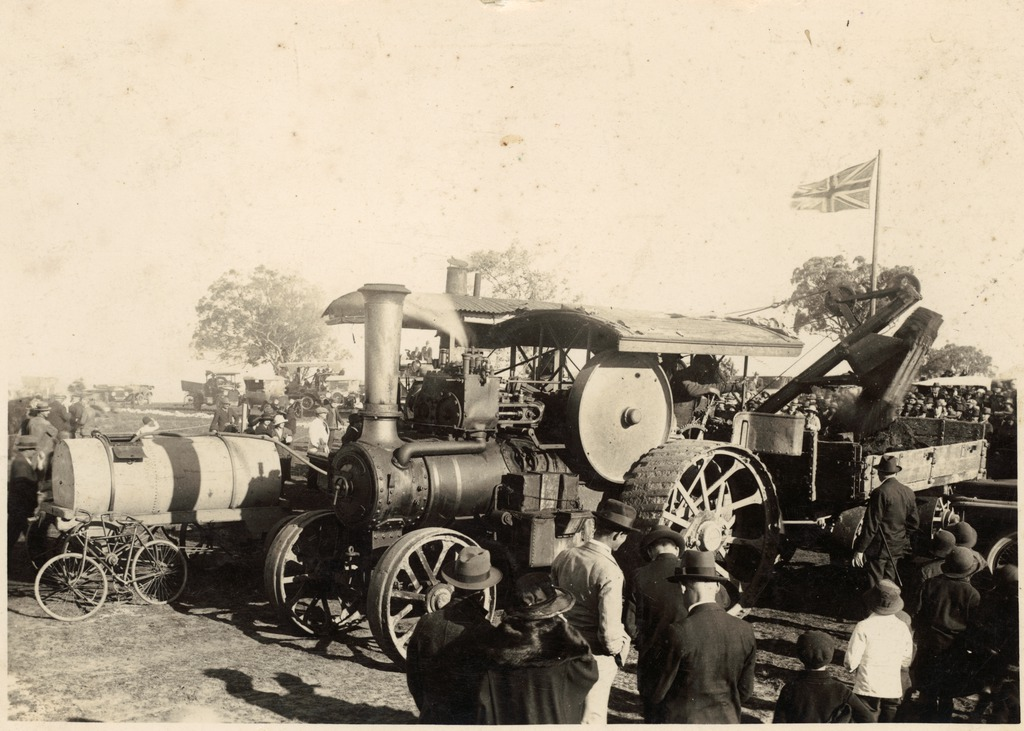
Beginn der Bauarbeiten (1923)

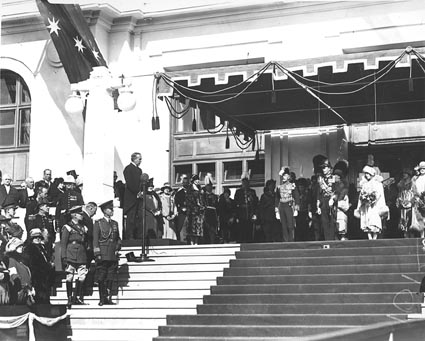
Offizielle Eröffnung (1927)

Als im Jahr 1901 sechs britische Kolonien sich zum Australischen Bund zusammenschlossen, waren Melbourne und Sydney die zwei größten Städte des Landes. Die Rivalität war so groß, dass keine der Städte es akzeptiert hätte, wenn die andere Hauptstadt geworden wäre. Artikel 125 der Verfassung Australiens legte schließlich fest, dass irgendwo zwischen Melbourne und Sydney eine neue Hauptstadt gebaut werden sollte. Diese sollte nördlich des Murray River im Bundesstaat New South Wales liegen, jedoch mindestens 100 Meilen von Sydney entfernt. Bis zur Eröffnung des neuen Parlaments sollte Melbourne temporäre Hauptstadt sein. Von 1901 bis 1927 tagte das Bundesparlament im 1856 erbauten Parliament House in Melbourne, während das Parlament des Staates Victoria für die Dauer von 26 Jahren ins Royal Exhibition Building auswich. 1909 einigte sich das Parlament auf den Standort der neuen Hauptstadt, das heutige Canberra. 1911 wurde das Australian Capital Territory wurde geschaffen und 1913 begannen die Bauarbeiten an der neuen Planhauptstadt.
Am 30. Juni 1914 schrieb die Bundesregierung einen Gestaltungswettbewerb für ein Parlamentsgebäude aus, der mit einem Preisgeld von 7.000 Pfund dotiert war. Wegen des Ausbruchs des Ersten Weltkriegs im darauf folgenden Monat sagte sie den Wettbewerb jedoch ab. Er wurde im August 1916 erneut ausgeschrieben, aber am 24. November 1916 auf unbestimmte Zeit verschoben. In der Zwischenzeit arbeitete John Smith Murdoch, der Chefarchitekt der Bundesregierung, im Rahmen seiner offiziellen Aufgaben an dem Entwurf. Er hatte wenig persönlichen Enthusiasmus für das Projekt, da er es für eine Geldverschwendung hielt und die Ausgaben dafür damals nicht gerechtfertigt werden konnten. Dennoch entwarf er das Gebäude mangels Alternativen. Nach dem Ersten Weltkrieg beschloss die zuständige Planungsbehörde, das Federal Capital Advisory Committee, in Canberra ein „provisorisches“ Parlamentsgebäude zu errichten, um die Zeit bis zum Bau eines „permanenten“ Gebäudes zu überbrücken. Die Bauarbeiten begannen am 28. August 1923 und waren Anfang 1927 abgeschlossen.
Die Arbeiter und das Baumaterial stammten aus allen Teilen Australiens. Im Inneren verwendete man Holz aus fast allen Bundesstaaten, um den föderalen Charakter des Gebäudes zu widerspiegeln. Die Ziegel kamen aus der nahe gelegenen Yarralumla-Ziegelei, die mit einer provisorischen Werksbahn zur Baustelle transportiert wurden. Die Baukosten waren auf 220.000 Pfund veranschlagt, betrugen aber letztlich 664.000 Pfund; hinzu kamen 250.000 Pfund für die Inneneinrichtung. Am 9. Mai 1927 weihte der spätere König George VI. in Anwesenheit von Premierminister Stanley Bruce das Gebäude offiziell ein. Vom selben Tag an war Canberra die neue Hauptstadt Australiens. Parlamentarier und Staatsangestellte waren nicht sonderlich begeistert, da sie den Komfort in Melbourne aufgeben und in ein ihrer Meinung nach abgelegenes, kaltes und staubiges Städtchen umziehen mussten.
Am Australia Day 1972 errichteten vier Aborigines auf dem Rasen vor dem Parlamentsgebäude die Aboriginal Tent Embassy, um auf die Ablehnung des Native Title durch die Regierung von William McMahon aufmerksam zu machen und gegen den Vorschlag einer neuen Verpachtungsregel zu protestieren. Über die Jahrzehnte entwickelte sich diese „inoffizielle Zelt-Botschaft“ zu einer festen Institution, auch wenn die Regierung sie bis heute nicht offiziell anerkannt hat. Dennoch leitete sie den Wandel in der Einstellung der Behörden zu den Landrechten der australischen Ureinwohner ein.
61 Jahre lang diente das Gebäude als „Dauerprovisorium“. Obwohl bei der Planung durchaus ein gewisses Wachstum mitberücksichtigt worden war, erwies sich das Parlament spätestens in den 1960er Jahren als zu klein. Besonders die Medien beklagten sich über die sehr engen Platzverhältnisse. Hinzu kam ein erheblicher Reparatur- und Renovierungsbedarf. Aufgrund der hohen zu erwartenden Kosten zögerten verschiedene Regierungen den Entscheid für einen Neubau immer wieder hinaus. Die Bauarbeiten am neuen Parlament begannen schließlich 1981 und dauerten sieben Jahre. Nach der Eröffnung des neuen Parlamentsgebäudes durch Königin Elisabeth II. am 9. Mai 1988 wurde das alte Parlamentsgebäude noch einige Wochen lang genutzt. Die letzte Sitzung des Senats fand dort am 3. Juni 1988 statt.
Anschließend stand das Gebäude mehrere Jahre lang leer. Eine Zeitlang war geplant, es abzureißen, um einen ungehinderten Blick auf die andere Seeseite zur ANZAC Parade und zum Australian War Memorial zu ermöglichen. Nachdem die Regierung aufgrund von Protesten die historische Bedeutung des Gebäudes anerkannt hatte, beschloss sie, dass es erhalten bleiben sollte. Es blieb jedoch unklar, was sein zukünftiger Zweck sein würde. Es gab eine Reihe von Vorschlägen, darunter die Einrichtung eines Konferenzzentrums der Regierung mit Unterkünften, eines „Friedensministeriums“, eines Nebengebäudes zur Unterbringung der parlamentarischen Abteilungen, einer Residenz und eines Büros für den Premierminister und sogar einer Residenz für die königliche Familie. Letztlich fiel der Beschluss, dass es am besten als „lebendiges Museum für politische Geschichte“ genutzt werden sollte. Von Mai 1998 bis Ende 2008 diente das Old Parliament House als Domizil der National Portrait Gallery, bis diese ein eigenes Gebäude bezog. Seit Mai 2009 ist darin das Museum of Australian Democracy untergebracht.

## Bauwerk

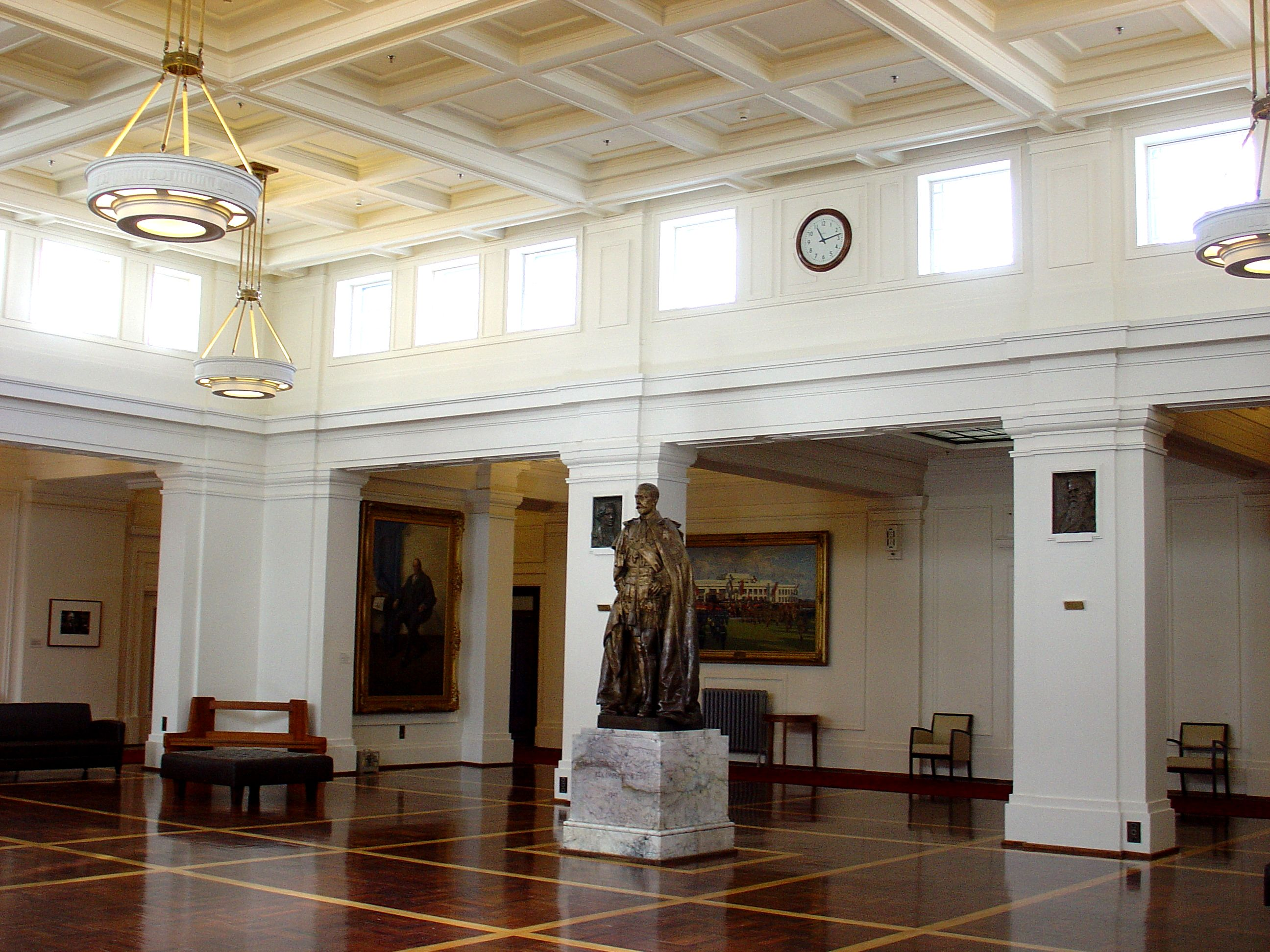
King’s Hall

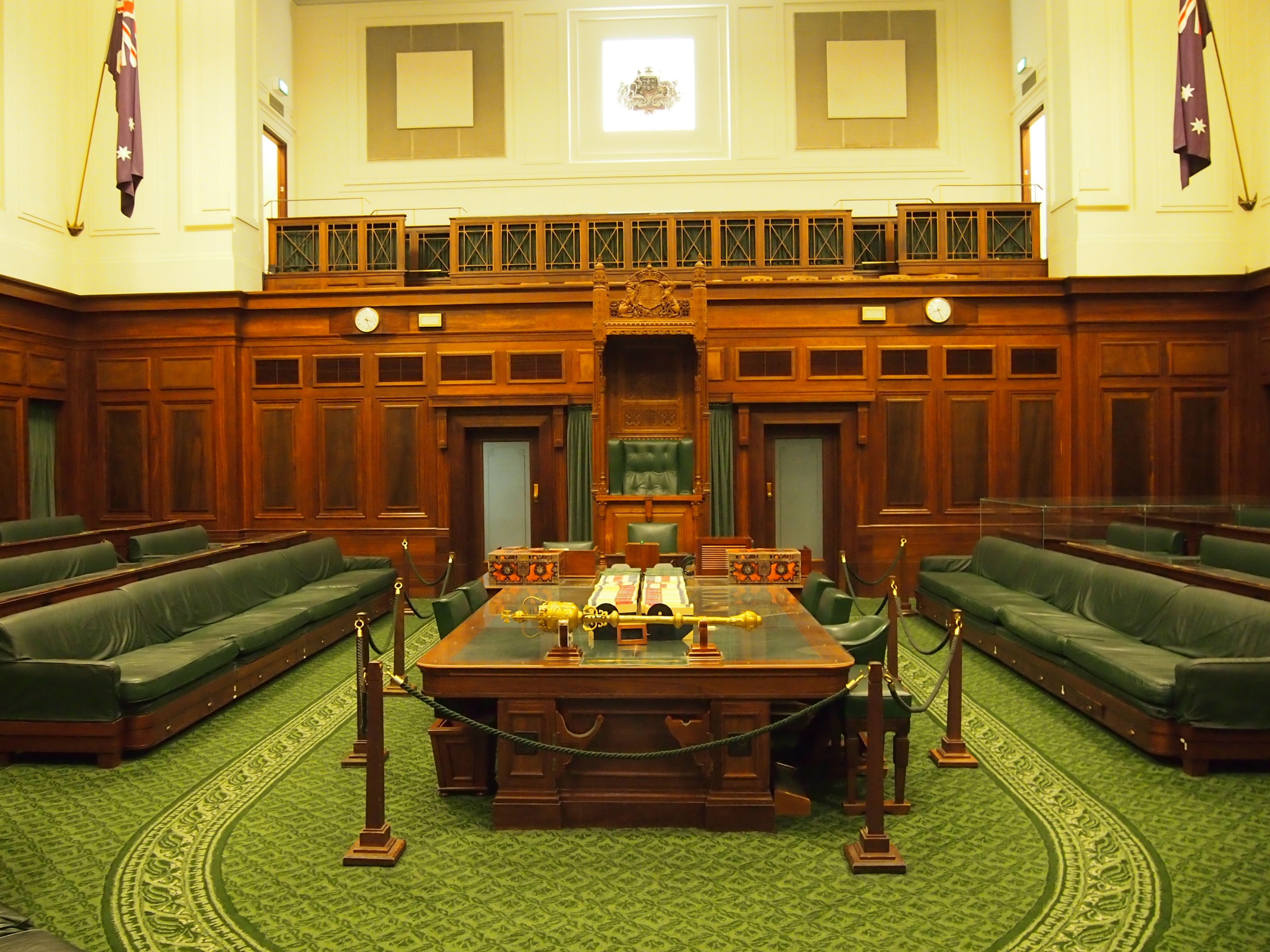
Repräsentantenhaus

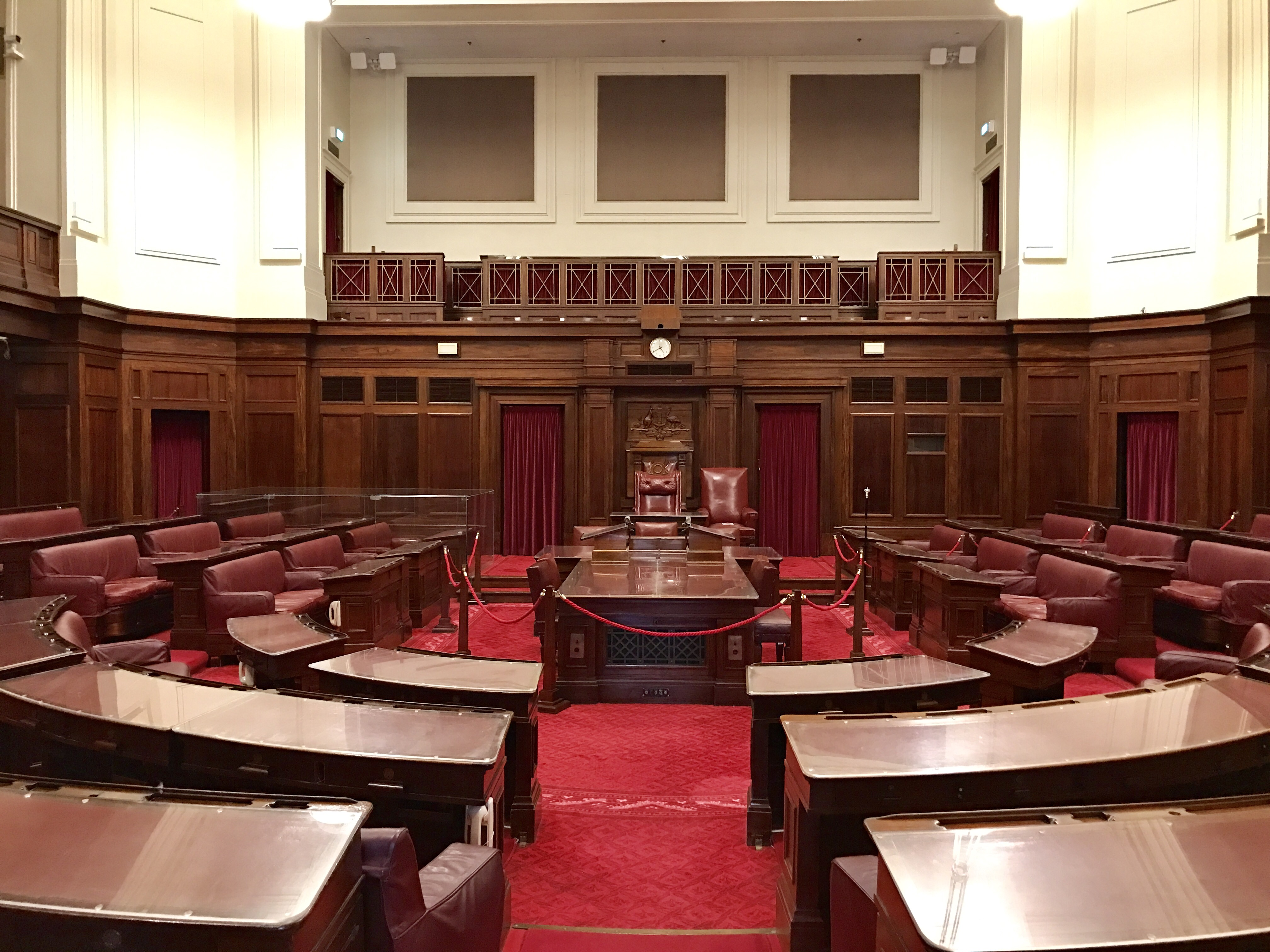
Senat

Murdoch schuf ein schlichtes Gebäude in einem Stil, den er selbst als „einfachen Zwischenkriegs-Klassizismus“ bezeichnete. Das aus Mauerziegeln errichtete Bauwerk weist zwar keine typisch klassizistischen Elemente wie Säulen, Horizontalplattformen und Ziergiebel auf, besitzt aber dennoch die Ordentlichkeit und Symmetrie, die allgemein mit dem Neoklassizismus in Verbindung gebracht werden.
Eine 1953 von Rayner Hoff geschaffene Statue stellt König George V. dar. Sie stand ursprünglich direkt gegenüber dem Haupteingang, wurde aber 1968 an seinen heutigen Standort im Garten versetzt.
Das Bauwerk galt für seine Zeit als sehr modern. Quadratische und kreisförmige Motive prägten die Architektur und das Mobiliar des gesamten Gebäudes. Sie erscheinen auf den Balkongeländern, der Bodengestaltung, den Leuchtkörpern und der Golddekoration der Glastüren. Das Gebäude ist durch Fenster, Oberlichter und Lichtschächte mit natürlichem Licht erfüllt. Gärten und Innenhöfe bieten Orte der Erholung oder des ruhigen Nachdenkens. Überdachte Gehwege umgeben und verbinden Teile des Gebäudes. Das dreistöckige Gebäude ist um die beiden Säle der Legislative – das Repräsentantenhaus und den Senat – herum geplant. Der vordere Teil umfasst Parteisitzungsräume und Büros sowie die Säle. Die Erholungsbereiche an der Rückseite des Gebäudes umfassen den Speisesaal und die Parlamentsbar. Die Pressebüros nehmen den größten Teil des Obergeschosses ein, während sich im unteren Stockwerk Büros, Küchen, Betriebsräume und Lagerräume befinden.

## Räume
Vom Eingang aus führt eine Treppe zur King’s Hall hinauf. Dieser Saal, ein großer quadratischer Raum mit einem Rundgang an den Außenseiten, bildete den Mittelpunkt des Gebäudes und war Schauplatz von Zeremonien. Er hat eine Kassettendecke und wird von oben durch Oberlichtfenster an allen vier Seiten beleuchtet. Der Fußboden besteht aus Parkett, das aus Jarrah- und Silbereschenholz gefertigt ist. Der Raum wird von einer überlebensgroßen Bronzestatue von König George V. dominiert.
Der Senatssaal zeichnet sich durch die vorherrschende Farbe Rot aus, sowohl im Teppich als auch im roten Leder der Sitze und Schreibtische. Dies spiegelt seine Rolle als Oberhaus wider, ähnlich wie das House of Lords in Westminster. Die Bestuhlung ist in einem Hufeisenmuster um einen zentralen Tisch herum angeordnet. Jeder Senator hatte einen Sitz und einen Schreibtisch, einschließlich der Minister, die auf den vorderen Bänken saßen. Am Ende des Tisches befindet sich ein Schreibtisch für die Parlamentsbeamten und hinter ihnen ein großer Stuhl für den Senatspräsidenten. Dahinter befinden sich zwei Throne, die bei offiziellen Anlässen wie der Parlamentseröffnung genutzt werden können. Die Einrichtung entspricht dem vereinfachten klassizistischen Stil Murdochs.
Der Saal des Repräsentantenhauses entspricht in seinen Gestaltungselementen weitgehend jenem des Senats. Er ist jedoch durch die Farbe Grün gekennzeichnet, entsprechend dem historischen Erbe des House of Commons in Westminster. Es gibt drei grundlegende Unterschiede zum Senatssaal. Erstens ist das Repräsentantenhaus überfüllter als der Senat, entsprechend der doppelten Anzahl von Mitgliedern. Zweitens sind die vorderen Bänke lang und durchgehend ohne Tische. Drittens stellt der Stuhl des Speakers einen signifikanten stilistischen Kontrast dar, da er eine Kopie des Speaker’s Chair von Augustus Pugin im britischen Unterhaus ist. Das königliche Wappen über dem Stuhl ist aus Eichenholz geschnitzt, das ursprünglich 1399 in die Westminster Hall eingebaut worden war. Die Scharnierklappen der Armlehnen sind aus Eiche von Horatio Nelsons Flaggschiff Victory. Somit symbolisiert der Stuhl die Verbindung des australischen Parlaments mit der britischen Geschichte und dem Parlament in Westminster.